# Piotr Wiśniewski (muzykolog)
Piotr Wiśniewski (ur. w 1972 w Golubiu-Dobrzyniu) – polski duchowny rzymskokatolicki, ksiądz diecezji płockiej, muzykolog, doktor habilitowany, wykładowca na Katolickim Uniwersytecie Lubelskim im. Jana Pawła II, od 2024 r. prorektor ds. misji KUL.

## Życiorys
W 1988 roku ukończył dyplomem magistra teologii studia filozoficzno-teologiczne w Akademii Teologii Katolickiej w Warszawie (Wyższe Seminarium Duchowne w Płocku) i przyjął święcenia kapłańskie w Płocku. W latach 1999–2004 odbył studia w Instytucie Muzykologii Katolickiego Uniwersytetu Lubelskiego, uzyskując magisterium z muzykologii na podstawie pracy Śpiewy Mandatum w Graduałach Piotrkowskich z lat 1629–1651, napisanej pod kierunkiem ks. prof. dr. hab. Ireneusza Pawlaka. W tym instytucie zrobił także specjalizację w zakresie chironomii gregoriańskiej. W latach 2004–2006 odbył studia doktoranckie z muzykologii (KUL) i otrzymał stopień naukowy doktora nauk humanistycznych w zakresie historii-muzykologii (2006) na podstawie rozprawy doktorskiej Oficjum rymowane o św. Zygmuncie w antyfonarzach płockich z przełomu XV/XVI wieku. Studium historyczno-muzykologiczne, której promotorem był także ks. prof. dr hab. Ireneusz Pawlak. W 2012 roku uzyskał stopień naukowy doktora habilitowanego nauk humanistycznych w zakresie historii-muzykologii na podstawie publikacji Śpiewy późnośredniowieczne w antyfonarzach płockich z XV/XVI wieku na podstawie responsoriów Matutinum. W latach 2007–2013 pracował na Wydziale Nauk Historycznych i Społecznych UKSW w Warszawie, Muzykologia Teoretyczna i Stosowana (jako adiunkt i profesor nadzwyczajny). Od 2014 roku jest zatrudniony w Katedrze Polifonii Religijnej Instytutu Muzykologii na Wydziale Teologii KUL.
Należy do stowarzyszeń krajowych i zagranicznych: Stowarzyszenia Polskich Muzyków Kościelnych, Towarzystwa Naukowego KUL, Towarzystwa Naukowego Franciszka Salezego oraz Associazione Internazionale Studi di Canto Gregoriano (Deutschsprachige Sektion). W 2024 r. został powołany na prorektora ds. misji Katolickiego Uniwersytetu Lubelskiego Jana Pawła II.